# Oreonectes furcocaudalis
Oreonectes furcocaudalis är en fiskart som beskrevs av Zhu och Cao, 1987. Oreonectes furcocaudalis ingår i släktet Oreonectes och familjen grönlingsfiskar. IUCN kategoriserar arten globalt som otillräckligt studerad. Inga underarter finns listade i Catalogue of Life.